# Pseudomiza serinaria
Pseudomiza serinaria är en fjärilsart som beskrevs av Thierry-mieg 1915. Pseudomiza serinaria ingår i släktet Pseudomiza och familjen mätare. Inga underarter finns listade.